# Zdeněk Bláha (1929)
Zdeněk Bláha (* 27. prosince 1929 Horní Bříza) je český hudební skladatel, redaktor a dudák.

## Životopis

### Studia
Zdeněk Bláha se hudebně vzdělával v letech 1960-1964 při zaměstnání v oddělení lidových nástrojů na Pražské konzervatoři u Alberta Peka. Proslavil se především jako hráč na dudy a další lidové nástroje v Plzeňském lidovém souboru, jako dramaturg, korepetitor a hudební skladatel. Od roku 1958 vede folklorní soubor Úsměv v Horní Bříze.

### Hudební kariéra
Již od roku 1955 pracoval jako hudební redaktor pro folklór v Českém rozhlasu Plzeň.  Byl zakladatelem a moderátorem folklorního pořadu Hrají a zpívají Plzeňáci vysílaného v letech 1958–1998. Jeho pokračováním na Českém rozhlasu Plzeň je od roku 1993 půlhodinka Špalíček lidových písní. V roce 1958 založil v Horní Bříze folklórní soubor Úsměv, který se brzy dostal mezi nejlepší soubory zpracovávající český folklór. V roce 1955 v Domažlicích spoluzaložil Konrádyho dudáckou muziku, je pravidelným spoluautorem programu Chodských slavností.

## Ocenění
- Cena Československého rozhlasu (1986)[1]
- Cena ministra kultury České republiky za celoživotní práci s folklorem (2007)
- Síň slávy v Národním ústavu lidové kultury ve Strážnici (2007)
- Pamětní medaile města Domažlice(2009)